# Championnats du monde de lutte 2022
Navigation
Édition précédente Édition suivante
Les championnats du monde de lutte 2022 ont lieu du 10 septembre au 18 septembre 2022 à Belgrade, en Serbie.
La ville russe de Krasnoiarsk devait être la ville organisatrice, mais l'organisation lui en est retirée en février 2021 en vertu d'une décision du Tribunal arbitral du sport découlant du scandale de dopage en Russie. De plus en mars 2022, la Fédération internationale des luttes associées bannit la Russie et la Biélorussie de toute participation ou organisation de compétitions internationales en raison de l'invasion de l'Ukraine par la Russie.

## Tableau des médailles
- Pays organisateur (Serbie)

## Classement par équipe
| Classement | Lutte libre hommes | Lutte libre hommes | Lutte gréco-romaine hommes | Lutte gréco-romaine hommes | Lutte libre femmes | Lutte libre femmes |
| Classement | Équipe             | Points             | Équipe                     | Points                     | Équipe             | Points             |
| ---------- | ------------------ | ------------------ | -------------------------- | -------------------------- | ------------------ | ------------------ |
| 1          | États-Unis         | 198                | Turquie                    | 125                        | Japon              | 190                |
| 2          | Iran               | 150                | Azerbaïdjan                | 118                        | États-Unis         | 157                |
| 3          | Japon              | 70                 | Serbie                     | 110                        | Chine              | 84                 |
| 4          | Mongolie           | 68                 | Iran                       | 81                         | Mongolie           | 72                 |
| 5          | Géorgie            | 68                 | Kirghizistan               | 77                         | Ukraine            | 68                 |
| 6          | Slovaquie          | 55                 | Géorgie                    | 76                         | Canada             | 58                 |
| 7          | Turquie            | 47                 | Hongrie                    | 70                         | Moldavie           | 50                 |
| 8          | Bulgarie           | 42                 | Ouzbékistan                | 61                         | Pologne            | 49                 |
| 9          | Azerbaïdjan        | 40                 | Arménie                    | 58                         | Inde               | 41                 |
| 10         | Inde               | 37                 | Kazakhstan                 | 51                         | Turquie            | 39                 |

## Résultats

### Lutte libre hommes
| Catégorie | Or                       | Argent                         | Bronze                       |
| --------- | ------------------------ | ------------------------------ | ---------------------------- |
| 57 kg     | Zelimkhan Abakarov (ALB) | Thomas Gilman (USA)            | Zandanbudyn Zanabazar (MGL)  |
| 57 kg     | Zelimkhan Abakarov (ALB) | Thomas Gilman (USA)            | Stevan Mićić (SRB)           |
| 61 kg     | Rei Higuchi (JPN)        | Reza Atri (IRN)                | Arsen Harutyunyan (ARM)      |
| 61 kg     | Rei Higuchi (JPN)        | Reza Atri (IRN)                | Narmandakhyn Narankhüü (MGL) |
| 65 kg     | Rahman Amouzad (IRN)     | Yianni Diakomihalis (USA)      | Ismail Musukaev (HUN)        |
| 65 kg     | Rahman Amouzad (IRN)     | Yianni Diakomihalis (USA)      | Bajrang Punia (IND)          |
| 70 kg     | Taishi Narikuni (JPN)    | Zain Retherford (USA)          | Ernazar Akmataliev (KGZ)     |
| 70 kg     | Taishi Narikuni (JPN)    | Zain Retherford (USA)          | Zurabi Iakobishvili (GEO)    |
| 74 kg     | Kyle Dake (USA)          | Tajmuraz Salkazanov (SVK)      | Younes Emami (IRN)           |
| 74 kg     | Kyle Dake (USA)          | Tajmuraz Salkazanov (SVK)      | Frank Chamizo (ITA)          |
| 79 kg     | Jordan Burroughs (USA)   | Mohammad Nokhodi (IRN)         | Arsalan Budazhapov (KGZ)     |
| 79 kg     | Jordan Burroughs (USA)   | Mohammad Nokhodi (IRN)         | Vasyl Mykhailov (UKR)        |
| 86 kg     | David Taylor (USA)       | Hassan Yazdani (IRN)           | Boris Makojev (SVK)          |
| 86 kg     | David Taylor (USA)       | Hassan Yazdani (IRN)           | Azamat Dauletbekov (KAZ)     |
| 92 kg     | Kamran Ghasempour (IRN)  | J'den Cox (USA)                | Miriani Maisuradze (GEO)     |
| 92 kg     | Kamran Ghasempour (IRN)  | J'den Cox (USA)                | Osman Nurmagomedov (AZE)     |
| 97 kg     | Kyle Snyder (USA)        | Batyrbek Tsakulov (SVK)        | Magomedkhan Magomedov (AZE)  |
| 97 kg     | Kyle Snyder (USA)        | Batyrbek Tsakulov (SVK)        | Givi Matcharashvili (GEO)    |
| 125 kg    | Taha Akgül (TUR)         | Mönkhtöriin Lkhagvagerel (MGL) | Geno Petriashvili (GEO)      |
| 125 kg    | Taha Akgül (TUR)         | Mönkhtöriin Lkhagvagerel (MGL) | Amir Hossein Zare (IRN)      |

### Lutte gréco-romaine hommes
| Catégorie | Or                           | Argent                       | Bronze                     |
| --------- | ---------------------------- | ---------------------------- | -------------------------- |
| 55 kg     | Eldaniz Azizli (AZE)         | Nugzari Tsurtsumia (GEO)     | Yu Shiotani (JPN)          |
| 55 kg     | Eldaniz Azizli (AZE)         | Nugzari Tsurtsumia (GEO)     | Jasurbek Ortikboev (UZB)   |
| 60 kg     | Zholaman Sharshenbekov (KGZ) | Edmond Nazaryan (BUL)        | Aidos Sultangali (KAZ)     |
| 60 kg     | Zholaman Sharshenbekov (KGZ) | Edmond Nazaryan (BUL)        | Kenichiro Fumita (JPN)     |
| 63 kg     | Sebastian Nađ (SRB)          | Leri Abuladze (GEO)          | Tuo Erbatu (CHN)           |
| 63 kg     | Sebastian Nađ (SRB)          | Leri Abuladze (GEO)          | Taleh Mammadov (AZE)       |
| 67 kg     | Mate Nemeš (SRB)             | Mohammad Reza Geraei (IRN)   | Amantur Ismailov (KGZ)     |
| 67 kg     | Mate Nemeš (SRB)             | Mohammad Reza Geraei (IRN)   | Hasrat Djafarov (AZE)      |
| 72 kg     | Ali Arsalan (SRB)            | Ulvi Ganizadé (AZE)          | Andrii Kulyk (UKR)         |
| 72 kg     | Ali Arsalan (SRB)            | Ulvi Ganizadé (AZE)          | Selçuk Can (TUR)           |
| 77 kg     | Akzhol Makhmudov (KGZ)       | Zoltán Lévai (HUN)           | Malkhas Amoyan (ARM)       |
| 77 kg     | Akzhol Makhmudov (KGZ)       | Zoltán Lévai (HUN)           | Yunus Emre Başar (TUR)     |
| 82 kg     | Burhan Akbudak (TUR)         | Jalgasbay Berdimuratov (UZB) | Tamás Lévai (HUN)          |
| 82 kg     | Burhan Akbudak (TUR)         | Jalgasbay Berdimuratov (UZB) | Yaroslav Filchakov (UKR)   |
| 87 kg     | Zurab Datunashvili (SRB)     | Turpal Bisultanov (DEN)      | Dávid Losonczi (HUN)       |
| 87 kg     | Zurab Datunashvili (SRB)     | Turpal Bisultanov (DEN)      | Ali Cengiz (TUR)           |
| 97 kg     | Artur Aleksanyan (ARM)       | Kiril Milov (BUL)            | Mohammad Hadi Saravi (IRN) |
| 97 kg     | Artur Aleksanyan (ARM)       | Kiril Milov (BUL)            | Arif Niftullayev (AZE)     |
| 130 kg    | Rıza Kayaalp (TUR)           | Amin Mirzazadeh (IRN)        | Mantas Knystautas (LTU)    |
| 130 kg    | Rıza Kayaalp (TUR)           | Amin Mirzazadeh (IRN)        | Alin Alexuc-Ciurariu (ROU) |

### Lutte libre femmes
| Catégorie | Or                        | Argent                        | Bronze                   |
| --------- | ------------------------- | ----------------------------- | ------------------------ |
| 50 kg     | Yui Susaki (JPN)          | Dolgorjavyn Otgonjargal (MGL) | Sarah Hildebrandt (USA)  |
| 50 kg     | Yui Susaki (JPN)          | Dolgorjavyn Otgonjargal (MGL) | Anna Łukasiak (POL)      |
| 53 kg     | Dominique Parrish (USA)   | Batkhuyagiin Khulan (MGL)     | Vinesh Phogat (IND)      |
| 53 kg     | Dominique Parrish (USA)   | Batkhuyagiin Khulan (MGL)     | Maria Prevolaraki (GRE)  |
| 55 kg     | Mayu Shidochi (JPN)       | Oleksandra Khomenets (UKR)    | Xie Mengyu (CHN)         |
| 55 kg     | Mayu Shidochi (JPN)       | Oleksandra Khomenets (UKR)    | Karla Godinez (CAN)      |
| 57 kg     | Tsugumi Sakurai (JPN)     | Helen Maroulis (USA)          | Anhelina Lysak (POL)     |
| 57 kg     | Tsugumi Sakurai (JPN)     | Helen Maroulis (USA)          | Alina Hrushyna (UKR)     |
| 59 kg     | Anastasia Nichita (MDA)   | Grace Bullen (NOR)            | Jowita Wrzesień (POL)    |
| 59 kg     | Anastasia Nichita (MDA)   | Grace Bullen (NOR)            | Sakura Motoki (JPN)      |
| 62 kg     | Nonoka Ozaki (JPN)        | Kayla Miracle (USA)           | Ilona Prokopevniuk (UKR) |
| 62 kg     | Nonoka Ozaki (JPN)        | Kayla Miracle (USA)           | Luo Xiaojuan (CHN)       |
| 65 kg     | Miwa Morikawa (JPN)       | Long Jia (CHN)                | Mallory Velte (USA)      |
| 65 kg     | Miwa Morikawa (JPN)       | Long Jia (CHN)                | Koumba Larroque (FRA)    |
| 68 kg     | Tamyra Mensah-Stock (USA) | Ami Ishii (JPN)               | Linda Morais (CAN)       |
| 68 kg     | Tamyra Mensah-Stock (USA) | Ami Ishii (JPN)               | Irina Rîngaci (MDA)      |
| 72 kg     | Amit Elor (USA)           | Zhamila Bakbergenova (KAZ)    | Alexandra Anghel (ROU)   |
| 72 kg     | Amit Elor (USA)           | Zhamila Bakbergenova (KAZ)    | Masako Furuichi (JPN)    |
| 76 kg     | Yasemin Adar (TUR)        | Samar Amer (EGY)              | Yuka Kagami (JPN)        |
| 76 kg     | Yasemin Adar (TUR)        | Samar Amer (EGY)              | Epp Mäe (EST)            |